# Бакинский государственный цирк
Бакинский государственный цирк (азерб. Bakı Dövlət Sirki) — стационарный цирк в Баку, столице Азербайджана.

## История
В 1900-е годы братья Никитины открыли в Баку цирк-зверинец. В 1904 году ими на углу Торговой и Большой Морской на месте современного сада Насими открыли цирк-театр. В цирке постоянно выступала труппа под руководством братьев Никитиных. В 1906 году здание цирка-театра сгорело. На его месте в том же году из камня было построено новое здание цирка.
В 1916 году на месте снесённого цирка Никитских построили и открыли новое здание цирка Ефимовы. В декабре 1924 года вследствие пожара это здание цирка также сгорело.
Чуть позже на этом месте открыл цирк Кудрявцев.
На протяжении всей истории цирка на его арене выступали труппы из разных городов России. В 1920-е годы выступали труппы Танти, Лерри. 
В 1945 году в Азербайджане была создана первая профессиональная цирковая труппа. В состав труппы вошли артисты эстрады, которые выступали с цирковыми номерами, и участники художественной самодеятельности. В работе циркового коллектива, вместе с артистами цирка участвовали видные азербайджанские композиторы, поэты, балетмейстеры, и художники. 
Первой программой труппы была «Азербайджанская свадьба». Премьера программы состоялась 12 июня 1946 года. Начиная с 1946 года труппа Бакинского цирка начала регулярно гастролировать по городам СССР. С программой «Азербайджанская свадьба» артисты гастролировали по городам СССР с 1946 по 1951 год. Коллектив выступал с программами «Мы из Баку» и «Заря над скалой». Помимо Советского Союза были гастроли в Западной Европе, в странах Азии и Африки, а также в Америке. 
В 1967 году открыто современное здание цирка на 2 000 мест с тремя манежами. Здание построено по проекту архитекторов ГГПИ «Азгоспроект» Энвера Исмаилова и Фаины Леонтьевой. 
Директорами цирка до 1974 года был Микаил Джебраилов, затем до 1990 года Фиридун Абдуллаев.

## Деятельность
В марте 2025 года по приглашению цирка в Баку во Дворце ручных игр выступил с гастролями Московский цирк Никулина на Цветном бульваре.